# Rue de Calais
La rue de Calais est une rue du 9e arrondissement de Paris.

## Situation et accès
Cette rue est située à la lisière du quartier historique dit de la Nouvelle Athènes. Légèrement en pente, elle commence rue Blanche et se termine place Adolphe-Max, où se trouve le square Hector-Berlioz. Elle est bordée d'immeubles construits pour la plupart au XIXe siècle. Elle a été transformée en rue jardin fin 2023.

## Origine du nom
Elle porte le nom de la ville de Calais, célèbre par le siège qu'elle soutint en 1346-1347, contre Édouard III sous le règne de Philippe de Valois et qui fut reprise aux Anglais en 1558 par François de Guise.

## Historique
Par ordonnance royale d'autorisation en date du 21 juin 1841, cette rue est finalement tracée au mois de juin 1844 et ouverte sur les terrains appartenant à MM. Tirouflet et Cie, et provenant de l'ancien jardin de Tivoli (ancien domaine du pavillon La Bouëxière) :
« Louis-Philippe, etc.,
vu l'offre faite par les sieurs de Greffulhe frères et Paul de Ségur, d'ouvrir sur des terrains dont ils sont propriétaires, à Paris, entre les rues Blanche et de Clichy, cinq rues dont une nouvelle place, sous certaines conditions exigées par l'administration municipale, et à la charge par eux de céder à la ville le sol des nouvelles voies publiques ;
le plan des alignements projetés ;
la délibération du Conseil municipal de Paris, en date du 20 novembre 1840 ; l'avis du préfet de la Seine, et les autres pièces produites ; l'article 52 de la loi du 16 septembre 1807 ;
notre Conseil d’État entendu, nous avons ordonné et ordonnons ce qui suit :
- Article 1 : les sieurs de Greffulhe frères et Paul de Ségur sont autorisés à former une place et à ouvrir cinq rues sur des terrains dont ils sont propriétaires, à Paris, entre les rues Blanche et de Clichy dont la largeur des rues est fixée à 12 mètres.
- Article 2 : l'autorisation ci-dessus est accordée à la charge, par les propriétaires, de céder gratuitement à la ville de Paris, le sol des nouvelles voies publiques, et de se conformer aux clauses et conditions exprimées dans la délibération du Conseil municipal, en date du 20 novembre 1840, sauf en ce qui concerne l'établissement des pans coupés et l'agrandissement de la place, qui ne sont point exécutoires d'après les alignements arrêtés par l'article premier ci-dessus ; et, en outre, à la charge d'établir sous les trottoirs, un caniveau pour l'écoulement des eaux ménagères et pluviales.
- Article 3 : notre ministre secrétaire d’État de l'Intérieur, est chargé, etc.,

Donné au palais de Neuilly, le 21 juin 1841. »

## Bâtiments remarquables et lieux de mémoire
- No 4 : Hector Berlioz s'y installe en 1856 (4e étage). Il y achève Les Troyens. Il y meurt le 8 mars 1869[3].
  - Domicile d'Antonin Marmontel (1850-1907), compositeur et professeur au Conservatoire[3].
- No 11 : Anna Thibaud (1861-1948), artiste lyrique, y vécut[3].
  - Domicile du compositeur Robert Planquette (1848-1903)[3].
- No 16 : hôtel particulier d'Auguste Perdonnet (1801-1867), ingénieur et directeur de l'École centrale des arts et manufactures entre 1862 et 1867[3].
- No 22 : Anciens locaux de la Caisse centrale d'activités sociales.
- No 26 : Le peintre Édouard Vuillard (1868-1940) y vit de juillet 1908 à septembre 1926.
- non localisé : domicile du peintre Alfred Stevens[4].